# The Masque
Il The Masque è stato un piccolo locale di musica punk rock nel centro di Hollywood, Los Angeles, California, rimasto aperto tra il 1977 ed il 1979. È ricordato per essere stato parte chiave della scena punk di Los Angeles.

## Storia

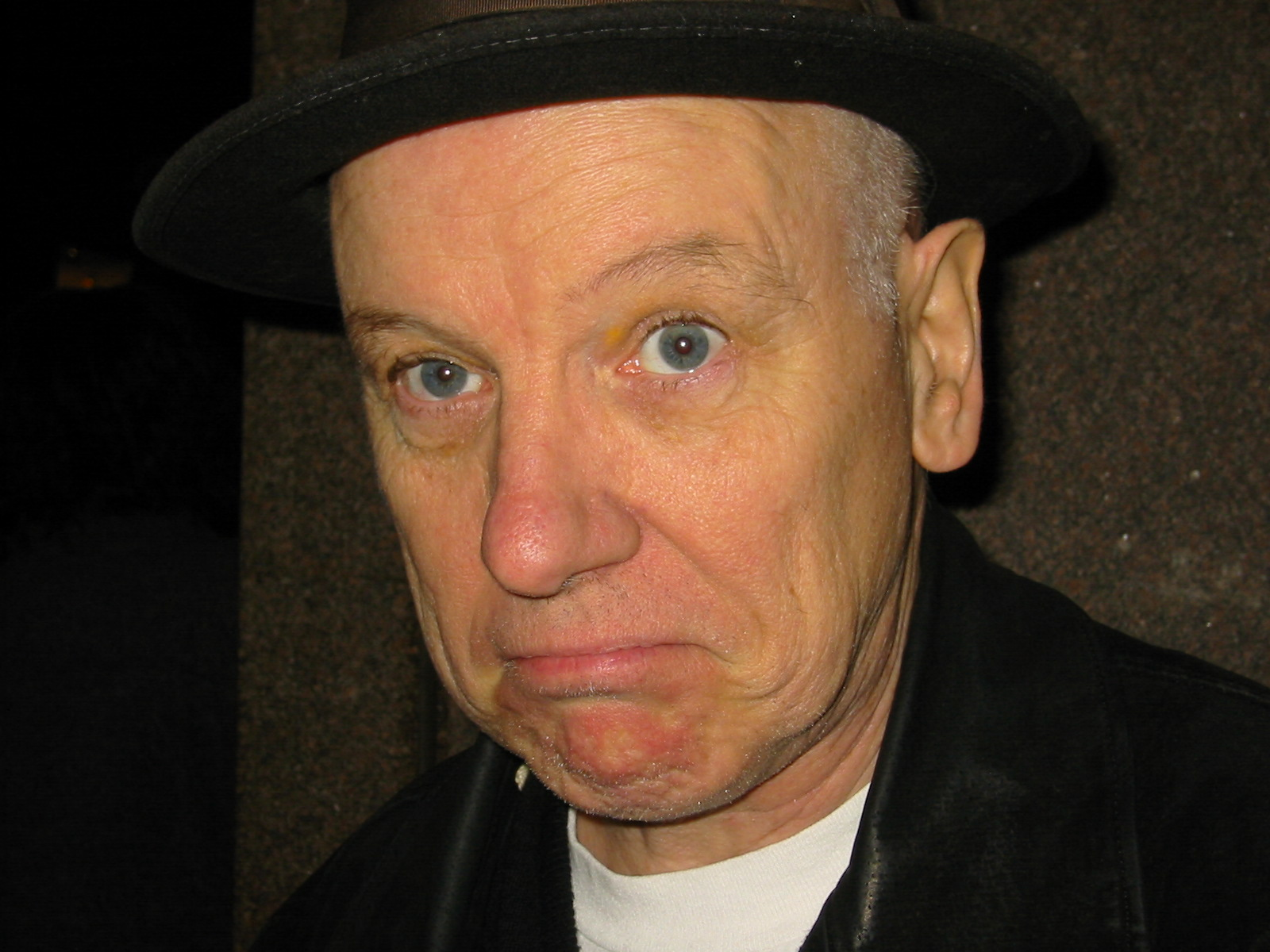
Brendan Mullen nel 2003.

Il The Masque viene fondato dallo scozzese Brendan Mullen, al 1655 North Cherokee Avenue, tra Hollywood Boulevard e Selma Avenue. Molti gruppi losangelini vi hanno suonato frequentemente, tra i quali X, The Germs, The Mau-Mau's, The Weirdos, The Quick, Avengers, The Dils, The Skulls, The Go-Go's ed altri. Anche i Rhino 39, uno dei primi gruppi punk di Long Beach, vi hanno suonato molto spesso. Sono state pubblicate due raccolte di performance dal vivo al The Masque.
Il The Masque venne chiuso dal dipartimento di polizia di Los Angeles nel 1978, per poi riaprire dopo breve tempo, chiudendo definitivamente nel 1979. Il palazzo è stato ristrutturato nel 2006, ciononostante molti dei graffiti nello stabilimento sono rimasti sui muri.
Molti fanzine, come Flipside e Slash si sono occupati della scena del The Masque.